# A Woman's Honor (film 1916)
A Woman's Honor è un film muto del 1916 diretto da Roland West. La sceneggiatura si basa su La Terribula, un racconto di George L. Knapp pubblicato su Snappy Stories del 4 dicembre 1915

## Produzione
Il film fu prodotto dalla Fox Film Corporation. Alcune scene vennero girate in Giamaica

## Distribuzione
Distribuito dalla Fox Film Corporation, il film uscì nelle sale cinematografiche USA il 12 giugno 1916.